# Is This Love? (Alison Moyet)
„Is This Love?“ (hrv. „Je li ovo ljubav?“) pjesma je britanske kantautorice Alison Moyet; pjesma je objavljena u studenome 1986. godine kao singl sa albuma Raindancing (1987.). 
Pjesma je napisana u Los Angelesu – sama Moyet i suradnik Dave Stewart napisali su „Is This Love?“; Stewart se koristio pseudonimom „Jean Guiot“.
„Is This Love?“ pjesma je koja je proslavila Moyet i postala hit u Europi. Snimljen je spot, čiji je redatelj Nick Morris. Video je sniman na plaži Carlyon u Engleskoj.